# Хараулахський хребет
Хараулахський хребет (рос. Хараулахский хребет, якут. Хара Уулаах) — гірський масив у республіці Саха, Російська Федерація. Хребет в основному незаселений.

## Географія
Хараулахський хребет розташовано на північному кінці Верхоянського хребта, частині Східносибірського нагір'я. на південь тягнеться хребет Орулган.
Хараулахський хребет має два хребти другого порядку, що проходять паралельно головному гірському пасму, хребет Туора-Сіс на заході вздовж берегів річки Лена та хребет Кунга на сході. Найвища точка хребта — безіменний пік 1429 м заввишки.
Довжина Хараулахського хребта становить 350 км. Висоти знижуються з півдня на північ від 1200 до 400 м, максимальна досягає 1429 м. Поверхня сильно розчленована долинами притоків Лени. Переважає гірсько-тундрова рослинність. По долинах західного схилу — модринові рідколісся. Хребет складено піщаниками, аргілітами, глинистими сланцями, місцями ефузивними породами.